# АКС-452
АКС-452 (енг. Anti-COVID19 AKS-452) је кандидат за вакцину против протеинске подјединице КоВ-2 заснован на власничкој Фц фузионој протеинској платформи,компаније Акстон ( Akston Biosciences). Вакцина је дизајнирана тако да изазове мешовити имуни одговор Тх1/Тх2 код пацијената против домена везивања рецептора (РБД) новог протеина корона вируса. Будући да је примарни локус инфекција, домена везивања рецептора је високо очуван међу мутираним облицима вируса.
За разлику од других вакцина које се морају чувати у фрижидеру или чак дубоко замрзнуте за транспорт и складиштење, показало се да је АКС-452 стабилан на полици најмање шест месеци на 25 °C, и ода држава своју моћ месец дана на 37 °C.
Ово може у великој мери да поједностави дистрибуцију и од кључне је важности за вакцинацију милијарде људи који немају могућност за софистициран и скуп транспорт хладним ланцем.
Вакцина је пројектована да користи стандардне, јефтине технике производње антитела, тако да би једна производна линија могла да произведе више од милијарду доза годишње у постојећим фабрикама широм света.

## Развојни статус и планови
Акстон је предузео хитан, брз развој и клиничку процену АКС-452.
Вакцина се производи у САД, али је дизајнирана да задовољи специфичне потребе земаља у развоју — ниске цене производње и није потребно хлађење за транспорт или употребу.
Испитивања у фази један показало је да је АКС-452 безбедан и да се добро подноси. Што је најважније, АКС-452 је произвео стопу сероконверзије од 100% у режиму једне дозе од 90 микрограма, као и у режиму са две дозе од 45 микрограма.
У току клиничко испитивање у фази два, отворена студија, процењује волонтере између 18 и 85 година како би се утврдила безбедност, подношљивост и имуни одговор. Учесници ће добити или једну дозу од 90 микрограма или две дозе од 45 микрограма у размаку од 28 дана.
Истраживање се спроводи под руководством Veeda Clinical Research, а испитивање спроводе болница и истраживачки центар Supe Heart & Diabetes Hospital and Research Centre у Индији, поред четири друга студијска центра у држави Махараштра.
Акстон је произвео супстанцу лека за своје клиничке студије у свом ГМП производном погону у Беверлију, МА.

## Болест и терапија
Да би се спречило ширење вируса САРС-КоВ-2 и на тај начин смањио утицај пандемије ковида 19, потребно је да постоји довољан ниво имунитета на вирус који се преноси на људску популацију. Једини практичан начин да се то уради и осигура да се пандемија не понови је вакцинисање веома високог удела становништва, свуда у свету, и одржавање високог нивоа имунитета током дужег временског периода.
Акстонова вакцина АКС-452 ковида19 пружа практично решење за проблем вакцинације и јачања имунитета људи широм света против вируса.
Акстонов тим је рано схватио да се његова платформа за Фц-фузиони протеин може користити за дизајнирање вакцине која се може преносити на собним температурама, производити по веома ниској цени и да је погодна за поновљено дозирање ако имунитет ослаби.